# Steven Joseph-Monrose
Steven Joseph-Monrose (Bondy, 20 luglio 1990) è un calciatore francese con cittadinanza haitiana, attaccante del Saint-Pierre de Milizac.

## Carriera

### Club
Ha giocato nella prima divisione belga ed in quella azera, oltre che nella seconda divisione francese ed in quella greca.

### Nazionale
Di origini haitiane, il 2 settembre 2011 ha giocato con la nazionale francese Under-21 la partita di qualificazione agli Europei 2013 vinta per 3-0 in casa della Lettonia.

## Palmarès

### Club

#### Competizioni nazionali
- Ligue 2: 1

Lens: 2008-2009
- Coppa del Belgio: 1

Genk: 2012-2013
- Coppa d'Azerbaigian: 1

Qəbələ: 2018-2019
- Campionato azero: 1

Neftci Baku: 2020-2021

### Individuale
- Capocannoniere del Torneo di Tolone: 1

2011 (5 gol)
- Capocannoniere della Premyer Liqası: 1

2019-2020 (7 gol)